# Tatsuya Inouye
Tatsuya Inouye (jap. 井上達也 Tatsuya Inouye; ur. 1848 w Tokushima, zm. 1895) – japoński lekarz okulista. 

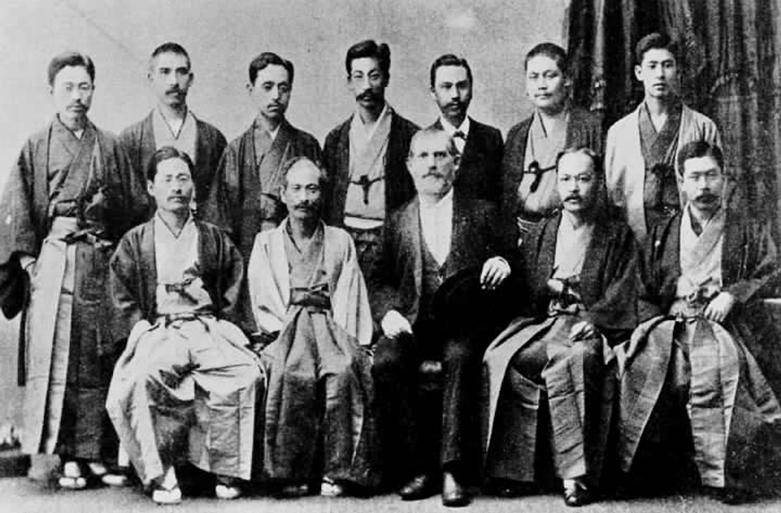
Professor Julius Hirschberg i członkowie Towarzystwa Oftalmologicznego Inouye podczas spotkania w Yokohamie, 24 września 1892. Po prawej stronie Hirschberga Tatsuya Inouye. Jujiro Komoto w pierwszym rzędzie, pierwszy z lewej strony. Tatsushichi Inouye stoi w drugi rzędzie ostatni z prawej

Urodził się jako syn lekarza w dziesiątym pokoleniu. Uczył się w Nagasaki u Antoniusa F. Bauduina, chirurgii i oftalmologii u Benjamina C. L. Muellera i później Emila Schulzego, którego został asystentem. Po ukończeniu specjalizacji z oftalmologii w Tokio w 1882 roku, założył własną klinikę okulistyczną, działającą do dziś i prowadzoną przez potomków Inoue w prostej linii. Obecnie jej dyrektorem jest Jiro Inouye, praprawnuk Tatsuyi. W latach 1885–1886 przebywał w Europie: zwiedził klinikę Juliusa Hirschberga w Berlinie, a także klinikę w Heidelbergu. Po powrocie do Japonii opublikował atlas oftalmoskopii. Zmarł w 1895 roku po upadku z konia.
Siostrzeńcem i jednocześnie przybranym synem oraz asystentem Tatsuyi był Tatsushichi Inouye (1869–1902). Drugim synem był Tatsuji Inouye (1881–1976).